# Anšlavs Eglītis

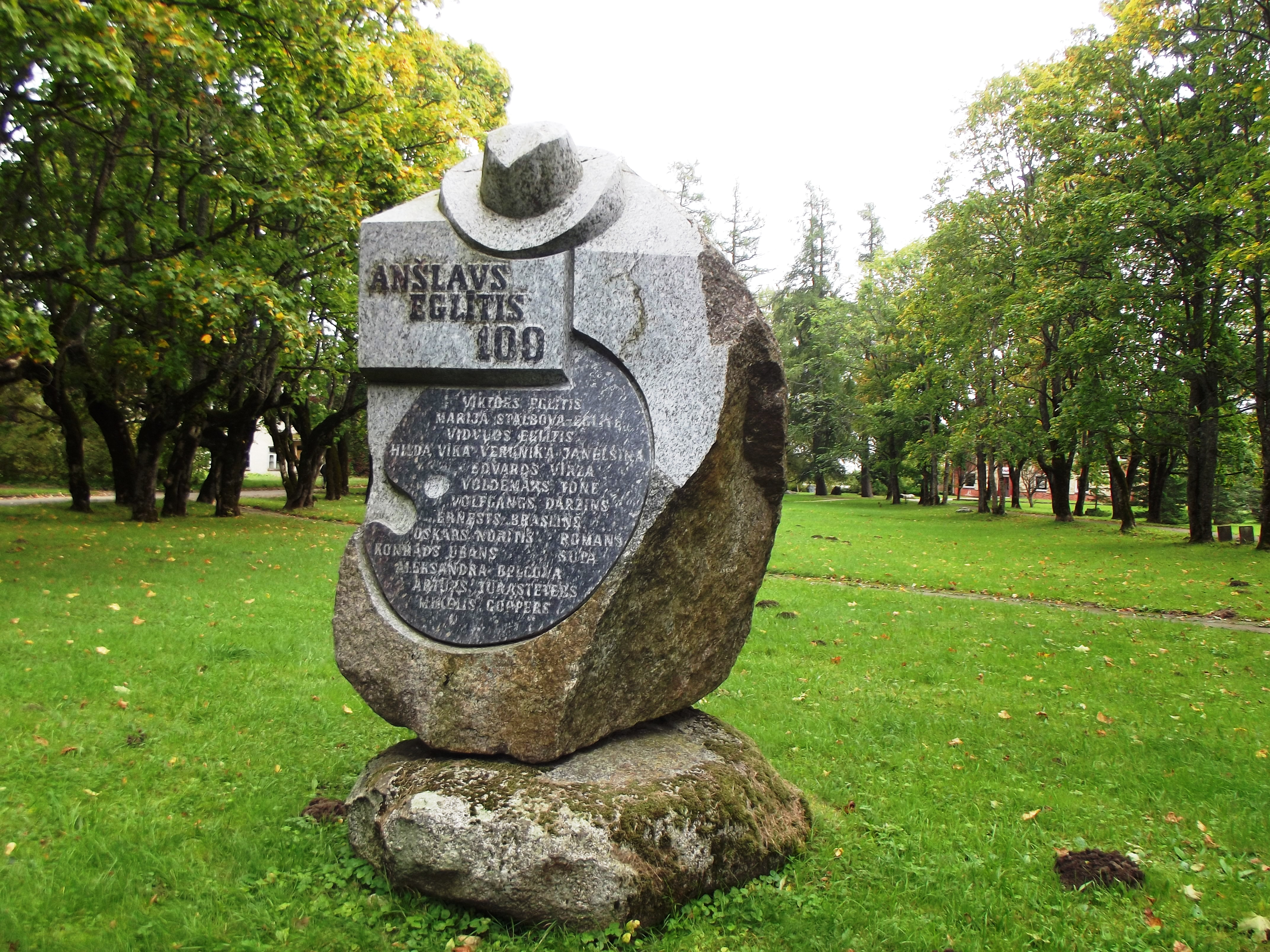
Monumento a Anšlavs Eglītis en Inciems.

Anšlavs Eglītis (14 de octubre de 1906-4 de marzo de 1993) fue un escritor, periodista y pintor letón quién se convirtió en un refugiado de la guerra en 1944. Tuvo una prolífica carrera como novelista, y su trabajo posterior a menudo examinó aspectos de vida de exilio.

## Biografía
Anšlavs Eglītis nació en Riga, Letonia, siendo el primero de los dos hijos del escritor Viktors Eglītis y la profesora y traductora Marija Eglīte, (de soltera Stalbova). Su padre era uno de los representantes más notables del Decadentismo en la literatura letona. Durante la Primera Guerra Mundial, su familia vivió en otras partes del Imperio ruso, pero regresaron a Letonia en 1918. Por un breve tiempo se asentaron en Alūksne. Después de 1919, su familia vivió en Riga y Eglītis comenzó sus estudios en el Gimnasio de la Ciudad de Riga N°. 2. También estudió pintura en el estudio del pintor letón Voldemārs Tone en este tiempo.
La familia pasaba todas sus vacaciones de verano en la cabaña de Inciems, que más tarde describiría en su novela Pansija pilī (1962). Contrajo tuberculosis en 1925. Su madre, que padecía una enfermedad pulmonar, murió en 1926, durante su estancia en el sanatorio Leysin. En 1930, su padre contrajo nuevas nupcias con la escritora y artista Hilda Vīka, cuyos trabajos y personalidad influyeron en la literatura de Anšlavs.
Continúo sus estudios en la Academia de Arte de Letonia y se graduó en 1935. Después de su graduación trabajó como profesor de dibujo. En 1936, su primera colección de novelas, Maestro, fue publicada. En 1938 Eglītis comenzó a trabajar como periodista en el diario letón más grande Jaunākās ziņas. En 1940, también colaboró con la revista Atpūta.
Dejó Riga para irse a Curlandia en octubre de 1944 y más tarde huiría a Alemania, asentándose en Berlín. Durante la Batalla de Berlín su piso fue destruido en un raid aéreo, y Eglītis se mudó a Suiza. En 1950, se mudaría nuevamente a California, EE. UU..
Su padre, el escritor Viktors Eglītis, fue arrestado, torturado y asesinado en el edificio de la Checa en Riga en 1945. Su tumba es todavía desconocida.
En su exilio americano, Eglītis escribió más de 50 novelas y cuentos. Paralelamente a su carrera literaria, se convirtió en crítico de teatro y cine para el periódico letón Laiks publicado en Brooklyn, Nueva York, que también publicó por entregas varias de sus novelas. En 1957, su Neierasta Amerika comenzó a publicarse por entregas en la revista soviética letona Zvaigzne, pero fue calificado inmediatamente como una 'importación de nacionalismo burgués' y prontamente suspendida.
El éxito de sus trabajos reside en su sabor vanguardista combinado con lealtad al gusto popular. En la Letonia postsoviética, su Hombres Viejos Desvergonzados, dirigidos por Mihail Kublinskis, son una de las producciones más exitosas del Teatro Nacional.
Murió de cáncer en Los Ángeles en 1993. En 2006, el Correo letón emitió una estampilla conmemorativa sello en honor de Eglītis. Un monumento al escritor fue inaugurado en Inciems en 2008.